# Alan Velasco
Pour les articles homonymes, voir Velasco.
Cet article possède un paronyme, voir Alan Vega.
Alan Velasco, né le 27 juillet 2002 à Quilmes, est un footballeur argentin jouant au poste d'ailier à Boca Juniors.

## Biographie

### En club
Le 1er février 2022, il est transféré au FC Dallas, franchise de Major League Soccer, avec le statut de joueur désigné. Le montant de la transaction est estimé à sept millions de dollars.
Le 20 septembre 2022, il est classé septième au palmarès 2022 des 22 joueurs de moins de 22 ans en MLS. Ses performances sont remarquées à l'international puisque le Centre International d'Étude du Sport le classe au septième rang dans sa catégorie des « ailiers gauches orientés tir les plus prometteurs » dans son rapport mensuel de janvier 2023.

### En sélection
Avec les moins de 17 ans, il participe au championnat sud-américain moins de 17 ans en 2019. Lors de cette compétition, il joue deux matchs. Il s'illustre en inscrivant un but contre le Paraguay. L'Argentine remporte le tournoi, en enregistrant cinq victoires.
Le 31 août 2023, il est appelé pour la première fois en sélection sénior en vue des premières journées des éliminatoires à la Coupe du monde 2026 face à l'Équateur et la Bolivie,.

## Style de jeu
Ailier gauche polyvalent, il dispose d'un centre de gravité très bas, ce qui lui permet d'être très à l'aise dans les petits espaces.
Velasco possède une palette technique très vaste, qui lui offre la facilité d'évoluer en tant que milieu offensif autant qu'au poste d'ailier.

## Palmarès
Argentine -15 ans
- Vainqueur du championnat de la CONMEBOL des moins de 15 ans en 2017

 Argentine -17 ans
- Vainqueur du championnat du CONMEBOL des moins de 17 ans en 2019